# Akodon subfuscus
Espèce
Statut de conservation UICN

 LC  : Préoccupation mineure
Akodon subfuscus est une espèce de rongeur de la famille des Cricétidés.

## Répartition et habitat
Elle est présente au Pérou et en Bolivie. On la trouve entre 1 900 et 4 500 m d'altitude.